# Кипърски кондоминиум
Кипърският кондоминиум е безпрецедентно съглашение между византийския император Юстиниан II и арабския халиф Абд ал-Малик ибн Маруан от 688 г. за съвместно управление над остров Кипър за период от 300 години. По това време не съществува като концепция теорията за кондоминиума, а това е първото в историята споразумение за съвместно управление над дадена територия в идеално части - в случая фиска от острова е разделян поравно между Константинопол и Багдад.

## Предистория
След разделянето на Римската империя на Западна и Източна, Кипър остава във византийско владение. Предходно островът е тотално опостушен по времето на Адриан от т.нар. вавилонски бунт, а всички евреи са изселени от него. Едноименния град е изцяло разрушен от две последователни земетресения през 332 г. и 342 г., с които се слага край на античната история на Киликия, града и острова. Повечето от античните градове в района не са възстановени, с едно изключение - Саламин, който е издигнат наново от римския император Констанций II, син на Константин I Велики, който дава и името на новия град в чест на възстановяването му - Констанция. Градът става седалище на Кипърската църква, основана от апостол Варнава и достигнала невиждан блясък при епископ Епифаний. От 431 г. местната църква е автокефална.
През 650 г. арабско-ислямската инвазия застига и острова. Арабите започват нападания. Завоюват столицата на Саламин - Констанция, след което е сключен мирен договор. Въпреки постоянните арабско-византийски войни в Азия, договорът е спазван и от двете страни и едва през 958 г. (30 години преди изтичане на споразумението) Византийската империя изпраща войска под командването на Никифор II, с което си връща суверенитета над Кипър.